# Burey-en-Vaux
Burey-en-Vaux és un municipi francès situat al departament del Mosa i a la regió del Gran Est. L'any 2007 tenia 131 habitants.

## Demografia

### Població
El 2007 la població de fet de Burey-en-Vaux era de 131 persones. Hi havia 64 famílies, de les quals 26 eren unipersonals (15 homes vivint sols i 11 dones vivint soles), 11 parelles sense fills, 23 parelles amb fills i 4 famílies monoparentals amb fills.
La població ha evolucionat segons el següent gràfic:
Habitants censats

### Habitatges
El 2007 hi havia 76 habitatges, 60 eren l'habitatge principal de la família, 12 eren segones residències i 5 estaven desocupats. 74 eren cases i 2 eren apartaments. Dels 60 habitatges principals, 54 estaven ocupats pels seus propietaris, 4 estaven llogats i ocupats pels llogaters i 2 estaven cedits a títol gratuït; 3 tenien dues cambres, 9 en tenien tres, 18 en tenien quatre i 30 en tenien cinc o més. 41 habitatges disposaven pel capbaix d'una plaça de pàrquing. A 27 habitatges hi havia un automòbil i a 21 n'hi havia dos o més.

### Piràmide de població
La piràmide de població per edats i sexe el 2009 era:
| Homes | Edats   | Dones |
| ----- | ------- | ----- |
| 0     | 95 o +  | 0     |
| 0     | 90 a 94 | 4     |
| 0     | 85 a 89 | 0     |
| 0     | 80 a 84 | 4     |
| 4     | 75 a 79 | 8     |
| 0     | 70 a 74 | 0     |
| 4     | 65 a 69 | 0     |
| 4     | 60 a 64 | 8     |
| 8     | 55 a 59 | 8     |
| 4     | 50 a 54 | 4     |
| 0     | 45 a 49 | 4     |
| 8     | 40 a 44 | 0     |
| 4     | 35 a 39 | 0     |
| 4     | 30 a 34 | 4     |
| 0     | 25 a 29 | 0     |
| 4     | 20 a 24 | 0     |
| 4     | 15 a 19 | 4     |
| 4     | 10 a 14 | 0     |
| 0     | 5 a 9   | 0     |
| 4     | 0 a 4   | 0     |

## Economia
El 2007 la població en edat de treballar era de 77 persones, 48 eren actives i 29 eren inactives. De les 48 persones actives 45 estaven ocupades (27 homes i 18 dones) i 3 estaven aturades (3 homes). De les 29 persones inactives 16 estaven jubilades, 4 estaven estudiant i 9 estaven classificades com a «altres inactius».

### Ingressos
El 2009 a Burey-en-Vaux hi havia 65 unitats fiscals que integraven 141,5 persones, la mediana anual d'ingressos fiscals per persona era de 18.530 €.

### Activitats econòmiques
Dels 2 establiments que hi havia el 2007, 1 era d'una empresa de construcció i 1 d'una empresa d'informació i comunicació.
L'únic servei als particulars que hi havia el 2009 era un electricista.
L'any 2000 a Burey-en-Vaux hi havia 3 explotacions agrícoles que ocupaven un total de 207 hectàrees.

## Poblacions més properes
El següent diagrama mostra les poblacions més properes.